# Солнечная сторона (телесериал)
«Солнечная сторона» (англ. Sunnyside) - американский телесериал в формате комедии. Премьера сериала состоялась 26 сентября 2019 года на канале NBC.
15 октября 2019 года канал NBC закрыл телесериал и снял с эфира оставшиеся эпизоды. Остальные эпизоды будут доступны онлайн.

## Сюжет
Сериал следует за Гарретом Моди (Кэл Пенн), бывшим членом городского совета Нью-Йорка, который находит свое призвание, когда сталкивается с иммигрантами, нуждающимися в его помощи и в поисках американской мечты.

## Обзор сезонов
| Сезон | Сезон | Эпизоды | Дата показа      | Дата показа    | Рейтинг Нильсона | Рейтинг Нильсона       |
| Сезон | Сезон | Эпизоды | Премьера         | Финал          | Ранк             | Зрители США (миллионы) |
| ----- | ----- | ------- | ---------------- | -------------- | ---------------- | ---------------------- |
|       | 1     | 11      | 26 сентября 2019 | 5 декабря 2019 | TBA              | TBA                    |

## Список эпизодов

### Сезон 1 (2019)
| № общий | № в сезоне | Название                    | Режиссёр   | Автор сценария | Дата премьеры    | Произв. код | Зрители в США (млн) |
| ------- | ---------- | --------------------------- | ---------- | -------------- | ---------------- | ----------- | ------------------- |
| 1       | 1          | «Pilot»                     | Неизвестно | Неизвестно     | 26 сентября 2019 | 101         | 1.77                |
| 2       | 2          | «The Ethiopian Executioner» | Неизвестно | Неизвестно     | 3 октября 2019   | 102         | 1.25                |
| 3       | 3          | «Dr. Potato»                | Неизвестно | Неизвестно     | 10 октября 2019  | 103         | 1.18                |
| 4       | 4          | «Schnorf Town»              | Неизвестно | Неизвестно     | 17 октября 2019  | 104         | 1.20                |